# Пулькин, Иван Иванович
Иван Иванович Пулькин (12 [25] января 1903, село Шишково, Московская губерния — декабрь 1941 года, Московская область) — русский советский поэт, член «Сообщества Приблизительно Равных» (ЭСПЕРО).

## Биография
Родился 12 (25) января 1903 года в селе Шишково Волоколамского уезда Московской губернии (в настоящее время — Волоколамский район Московской области) в крестьянской семье. Окончил три класса церковно-приходской школы, затем был вынужден работать в трактире. В 1915 году уехал в Москву, где два года был учеником наборщика, но в 1917 году вернулся в родное село. После Октябрьской революции, в 1919 году стал членом комсомола. В 17 лет вступил в Красную Армию, участвовал в Гражданской войне. По возвращении учился на курсах политпросвета в Волоколамске, вёл пропагандистскую работу.
В 1924 году переехал в Москву и устроился на работу в газету «Молодой ленинец». В эти же годы начал публиковать стихи, сначала в молодёжных изданиях, а с 1928 года — в крупных литературных журналах — «Октябре», «Новом мире». Вошёл в литературную группу «Сообщество Приблизительно Равных» (ЭСПЕРО), в которой состояли Тихон Чурилин, Ян Сатуновский, Сергей Бобров, Иван Аксёнов, Георгий Оболдуев. Поступил в Высший литературно-художественный институт имени В. Я. Брюсова. В 1929 году работал в газете «Московский комсомолец».
В 1930 году перешёл на работу в Государственное издательство художественной литературы. В 1934 году по ложному доносу был арестован и осуждён Особым совещанием НКВД. Приговорён к ссылке на 3 года. Наказание отбывал в Западной Сибири, где сотрудничал в местной газете «Зоркий страж» и лагерной газете «Перековка». Освободился досрочно, отбыв в сибирских лагерях два с половиной года, и возвратился в Москву, где долгое время не мог получить работу и разрешение на прописку. Только в 1939 году был принят на работу библиографом в Институте истории, философии и литературы. Жил в районе станции Перловская.
В начале Великой Отечественной войны Иван Пулькин поступил в народное ополчение. Возраст не призывной — ему 38 лет. На его военном счету — только потушенные пожары на московских крышах, где получил осколочное ранение в лицо. Осенью 1941 года, простившись с родными, ушёл на фронт. Последнее письмо написано поэтом 13 октября 1941 года, после чего вестей о нём не было. Предположительно погиб под Москвой в декабре 1941 года.
Большая часть произведений Ивана Пулькина осталось неопубликованной, часть была утрачена в годы войны. После войны стихотворения публиковались в сборниках «Советские поэты, павшие на Великой Отечественной войне» (1965), «День поэзии» (1965).
В конце 2018 года в издательстве «Виртуальная галерея» вышла в свет первая книга Ивана Пулькина «Лирика и эпос».

## Семья
Был женат. В тридцатые годы перенёс смерть сына-младенца..

## Произведения
- Поэма «Яропольская волость» (1929)
- Книга стихов «СССР» (1931—1932)
  - «Волхов»
  - «Москва»
- Цикл «Дикие песни» (1934—1935)
- Обращение к любимой непосредственно (октябрь 1938)
- Не верю! (1939)
- Пролив детства (1939)
- «День распускается ярким…» (1941)
- «Я обошел весь лес…»
- «Весна, когда зелень полянок…»